# George Watters II
George Watters II, född 1949, är en amerikansk ljudmixare som har vunnit två Oscar för bästa ljudredigering. Watters har också nominerats till sex Oscar för bästa ljudredigering. Filmer han har vunnit är Jakten på Röd Oktober och Pearl Harbor.

## Vinnare och nomineringar
1. Top Gun (1986)
2. Jakten på Röd Oktober (1990) (Vann)
3. Star Trek VI - The Undiscovered Country (1991)
4. Rött hav (1995)
5. Armageddon (1998)
6. Pearl Harbor (2001) (Vann)
7. Pirates of the Caribbean: Svarta Pärlans förbannelse (2003)
8. Pirates of the Caribbean: Död mans kista (2006)